# Tampa Bay Buccaneers
Los Tampa Bay Buccaneers (en español: Bucaneros de la Bahía de Tampa) son un equipo profesional de fútbol americano de los Estados Unidos con sede en Tampa, Florida. Compiten en la División Sur de la Conferencia Nacional (NFC) de la National Football League (NFL) y disputan sus encuentros como locales en el Raymond James Stadium.
El equipo fue fundado en abril de 1974, aunque no entró en la NFL hasta 1976. A lo largo de su historia los Bucs han ganado diez títulos de división (tres NFC Central y siete NFC Sur), dos campeonatos de conferencia y dos títulos de Super Bowl (XXXVII y LV).

## Historia

### 1976-1978: Fundación y primeros años
Los Buccaneers se unieron a la NFL como miembros de la AFC Oeste en 1976, al año siguiente se trasladaron a la NFC Centro, cambiando con los Seattle Seahawks; dicha reubicación fue parte del plan de expansión de la NFL de 1976, con el fin de que ambos equipos jugaran 2 veces con todos los equipos de la NFL en sus primeras 2 temporadas.
Originalmente pertenecieron al empresario Tom McCloskey, pero tras una disputa legal con la NFL, pasaron a manos del abogado Hugh Culverhouse. Su primer entrenador en jefe fue Tom MacKay.
Tampa no obtuvo su primera victoria hasta la semana 13 de su segunda temporada, empezando con récord de 0-26 (su primera victoria fue en la pretemporada de su primer año contra los Atlanta Falcons 17-3 ). Es la racha perdedora más larga, seguida por la de 2008 de los Detroit Lions. El récord de derrotas fue ampliamente comentado por los humoristas de televisión. Su primera victoria en encuentro oficial fue en 1977 en un partido contra los New Orleans Saints. El director técnico de los Saints, Hank Stram, fue despedido después de la derrota contra los Bucs. A la semana siguiente Tampa Bay logró su segunda victoria contra los Saint Louis Cardinals en el último partido de la temporada de 1977. Los Cardinals también despidieron al entrenador Don Coryell poco después.
. El equipo siguió mejorando en 1978 y, a pesar de las lesiones de muchos jugadores clave, lograron ser competitivos como lo había prometido McKay.

### 1979-1982

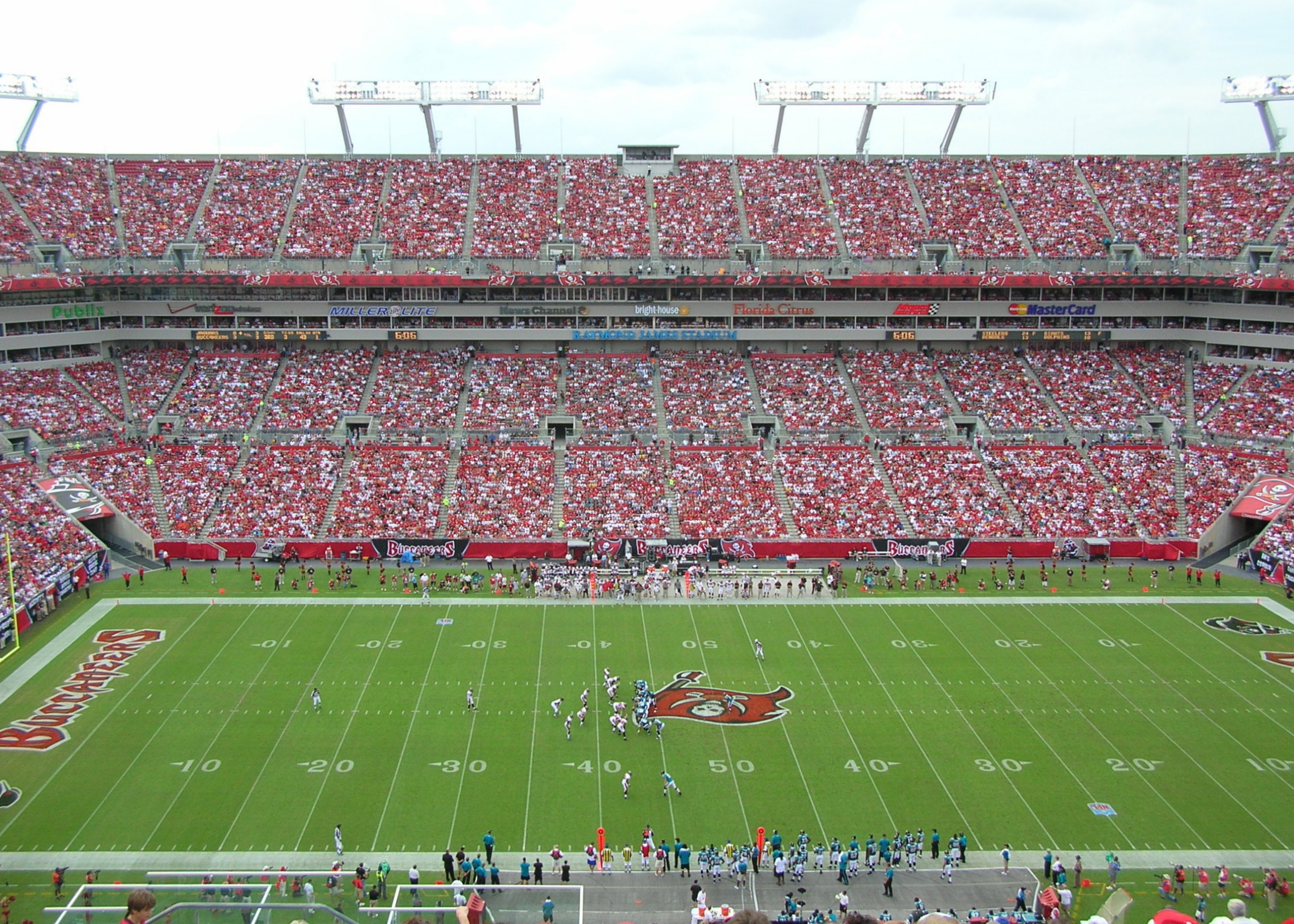
Vista del Raymond James Stadium de los Buccaneers.

La situación de los Bucs mejoró súbitamente en 1979. Con la maduración del quarterback Doug Williams y el futuro tight end Jimmie Giles, fue la primera temporada que Rick Bell corrió más de 100 yardas. Gracias a una asfixiante defensa, liderada por el futuro Salón de la Fama Lee Roy Selmon, los Buccaneers iniciaron la temporada con 5 victorias consecutivas, causando gran impacto, y llegando incluso a protagonizar la portada de la revista Sports Illustrated.
Faltando 4 partidos para terminar esa temporada, los Bucs necesitaban solamente un triunfo para por primera vez entrar a los playoff. En previsión del éxito, los postes de anotación del estadio fueron recubiertos con aceite STP para evitar que en una posible celebración los fanes de los Buccaneers los tumbaran al subirse en ellos, pero el partido se lo llevaron los Minnesota Vikings con un marcador de 23-22, por lo que se chafó la fiesta. A la semana siguiente, cayeron derrotados en el partido contra los Chicago Bears y en su partido final perdieron en San Francisco contra los 49ers, sin embargo habían ganado un partido más contra los Kansas City Chiefs, jugado bajo un intenso aguacero.
Esa temporada terminó con un récord ganador de 10-6, la primera con balance W-L positivo en la joven historia de esta franquicia. Además, también ganaron por primera vez la División central, en un intenso duelo contra los Chicago Bears.
Ya en playoff, en la ronda divisional los Buccaneers vencieron a los Philadelphia Eagles 24-17. En el otro partido de la ronda divisional Los Angeles Rams derrotaron a los Dallas Cowboys, permitiendo así que los Buccaneers jugasen en casa la final de la Conferencia Nacional NFC. Los Buccaneers la perdieron frente a los Rams con un marcador de 9-0, terminando así esa temporada, pero cumpliendo el plan de Tom McKays a 5 años vista.
Los Buccaneers llegaron de nuevo a los playoff en la temporada de 1981 ganando la división central en un reñido partido contra los Detroit Lions jugando en Detroit, aunque perdieron el primer partido de Playoff contra los Dallas Cowboys por un marcador de 38-0.
El inicio de la temporada de 1982 fue algo pobre para los Bucaneros, ya que iniciaron con una racha de 0-3 después de una huelga de jugadores que paró por 7 semanas a la NFL. Cuando la liga inició después de la huelga, los Bucs se llevaron el sobrenombre de “Cardiac Kids” por ganar 5 de sus 6 siguientes juegos en el último instante. Esa temporada lograron clasificarse a los playoff, pero al igual que la temporada anterior se enfrentaron contra los Dallas Cowboys volviendo a perder a las primeras de cambio.

### 1983-1995
Después de la temporada de 1983 el quarterback Doug Williams entró en una disputa por el salario con la NFL y se fue a la ya extinta United States Football League. Sin Williams, los Buccaneers fueron equipo debilitado que promedió un balance perdedor de 2-14 e inició una racha negativa de 13 temporadas con balance negativo consecutivas, con 10 o más derrotas por temporada: ello supuso un sonrojante récord en la NFL. Como a perro flaco todo son pulgas, la estrella emergente del draft Bo Jackson y ganador del Trofeo Heisman declinó jugar con Tampa y prefirió jugar béisbol con los Kansas City Royals. Jackson volvió más tarde a la NFL para jugar con Los Angeles Raiders.
La mala racha de los Buccaneers se debió en parte a la gestión de Culverhouse. Bajo su dirección, los Bucs fueron el equipo más rentable de la NFL, ya que logró mantener la nómina más baja de toda la liga, dificultando la contratación de nuevas estrellas, pero la asistencia de aficionados también se hundió, hasta el punto de que los Buccaneers estuvieron 3 temporadas completas sin jugar un solo partido televisado.

### 1996-2001
A pesar de la rentabilidad de los bucaneros en 1980, Culverhouse dejó el equipo cerca de la bancarrota, lo que sorprendió a muchos observadores. Su hijo, Hugh Culverhouse Jr., un abogado de Miami, prácticamente forzó a sus inversionistas a vender ese equipo. Este hecho puso en duda el futuro de Tampa como sede de los Buccaneers. Los interesados en comprar la franquicia fueron el dueño de los Yankees de New York, George Steinbrenner, y el dueño de los Baltimore Orioles, Peter Angelos, autopublicitando a Baltimore como la futura sede del equipo, pues Baltimore no contaba con representación en la NFL, sin embargo en una operación de última hora Malcom Glazer lanzó una oferta de 192 millones de dólares (el precio más alto pagado por un equipo en ese momento) que fue aceptada por la Liga. Glazer inmediatamente puso a sus hijos Bryan, Edward, y Joel a cargo de los asuntos financieros de los Buccaneers, lo que puso en riesgo el patrimonio familiar para conseguir el objetivo de convertirles en un equipo competitivo. El desempeño de Buccaneers mejoró radicalmente cuando los Glazer contrataron al coordinador defensivo de los Minnesota Vikings Tony Dungy como entrenador en jefe, desechó los diseños del antiguo uniforme, y convenció a los habitantes del condado de Hillsborough  para aumentar sus impuestos y así construir el Raymond James Stadium.
Durante su primera temporada, en 1996, este equipo continuó con pobres resultados, iniciando con un récord de 1 partido ganado y 8 perdidos, pero en la segunda mitad lograron tener un récord de 5-2, principalmente por la actuación de su defensa que fue clasificada como séptima en toda la liga, liderada por Hardy Nickerson y la excelente actuación de los contratados Brooks, Lynch, y Sapp. Dungy era un devoto Cristiano con una personalidad ecuánime, rápidamente levantó la moral de los Bucaneros y su esquema defensivo basado en una Cobertura 2, fue perfilado a la perfección por el coordinador defensivo Monte Kiffin y por el entrenador de linebackers Lovie Smith, su versión de la Cobertura 2 fue tan exitosa que fue llamada la Tampa 2; ésta había sido usada por los Chicago Bears con Smith, por los Detroit Lions con Rod Marinelli, por los Kansas City Chiefs con Herman Edwards y por los Indianapolis Colts con el mismísimo Tony Dungy. Esta cobertura ha sido copiada por muchos otros equipos posteriormente.
Su siguiente temporada inició con marcha de 5 ganados sin derrotas y su éxito los llevó a estar 2 veces en la portada de la revista sports illustrated

### 2002
Los Tampa Bay Buccaneers jugaron en la temporada de 2002 la más exitosa en la historia de la franquicia. El año comenzó con el equipo tratando de mejorar una temporada de 9-7 y lo hizo con una franquicia que mejoró su récord de 12-4. Era la primera temporada de Jon Gruden como entrenador en jefe de Buccaneers. Ganaron la Super Bowl en 2003, por primera vez en la historia del equipo, superando a los Oakland Raiders por 48-21. La defensa Buccaneers de ese año es catalogada como una de las mejores de la historia.

### 2020-2022: La era de Tom Brady

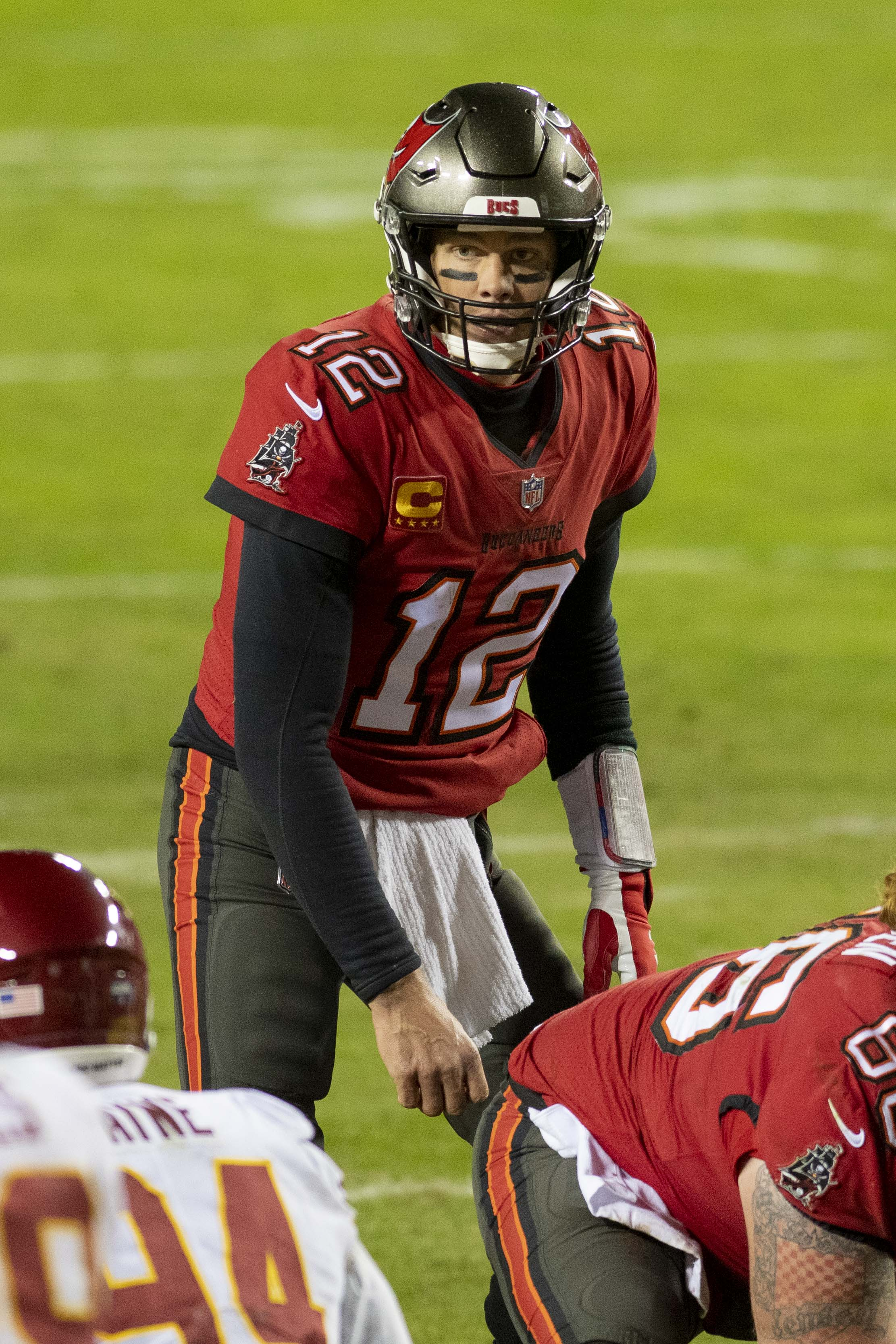
Tom Brady fichó por los Buccaneers en 2020

El 20 de marzo de 2020 se hizo oficial la llegada de Tom Brady a los Tampa Bay Buccaneers tras veinte temporadas en los New England Patriots. Un mes más tarde los Bucs se hicieron con los derechos de Rob Gronkowski, que regresó a la NFL tras un año retirado. El equipo de Florida también reforzó su ataque con los fichajes de LeSean McCoy y Leonard Fournette. A finales de octubre los Buccaneers anunciaron el fichaje de Antonio Brown, quien no jugaba un partido desde la primera jornada de 2019. En la semana dieciséis los Bucs vencieron a los Detroit Lions y obtuvieron el pase para los Playoffs por primera vez desde 2007. En la ronda de invitación vencieron al Washington Football Team en la que fue su primera victoria en postemporada desde la Super Bowl XXXVII y a los New Orleans Saints en la ronda divisional.
Tras eliminar a los Green Bay Packers en el NFC Championship Game, los Tampa Bay Buccaneers se convirtieron en el primer equipo en disputar una Super Bowl en su estadio. En la Super Bowl LV los Bucs derrotaron 31-9 a los vigentes campeones, los Kansas City Chiefs de Patrick Mahomes, y lograron el segundo título de Super Bowl de su historia. Brady fue nombrado MVP del partido.
De cara a 2021 los Buccaneers mantuvieron a todos sus titulares de la Super Bowl previa, algo que nunca había ocurrido desde que la NFL implantó el límite salarial. El equipo logró su primer título de división desde 2007 al terminar la temporada con un balance de 13-4. Brady lideró la liga en yardas de pase y pases de touchdown y se convirtió en el jugador con más yardas de pase de la historia de la NFL. En los Playoffs eliminaron a los Philadelphia Eagles en la ronda de wild cards, pero en la ronda divisional cayeron 27-30 frente a los posteriormente campeones, Los Angeles Rams, en un partido resuelto con un field goal en el último segundo.
El 1 de febrero de 2022, Brady comunicó su retirada del fútbol americano, pero poco más de un mes después cambió de idea y anunció que regresaría a los Buccaneers para la temporada de 2022. A finales de marzo, Bruce Arians decidió poner fin a su carrera como entrenador y Todd Bowles pasó a ser el nuevo entrenador jefe del equipo.

## Estadio

### Antiguos terrenos de juego
- Tampa Stadium (1976-1997)

## Jugadores

### Números retirados
| Números retirados por los Tampa Bay Buccaneers |                |        |           |                          |
| N.º                                            | Jugador        | Puesto | Periodo   | Fecha                    |
| 55                                             | Derrick Brooks | LB     | 1995-2008 | 14 de septiembre de 2014 |
| 63                                             | Lee Roy Selmon | DE     | 1976-1984 | 15 de septiembre de 1986 |
| 99                                             | Warren Sapp    | DT     | 1995-2003 | 11 de noviembre de 2013  |

### Salón de la Fama
| Salón de la Fama de Tampa Bay Buccaneers |                  |                                                  |              |           |
| Núm.                                     | Nombre           | Posición                                         | Temporada(s) | Inducción |
| 63                                       | Lee Roy Selmon   | Defensive end                                    | 1976–84      | 1995      |
| 8                                        | Steve Young      | Quarterback (Se retiró como San Francisco 49ers) | 1985–86      | 2005      |
| 64                                       | Randall McDaniel | Guard                                            | 2000–01      | 2009      |
| 99                                       | Warren Sapp      | Tackle defensivo                                 | 1995–03      | 2013      |
| 55                                       | Derrick Brooks   | Linebacker                                       | 1995–08      | 2014      |
| 81                                       | Tim Brown        | Wide receiver                                    | 2004         | 2015      |
| 47                                       | John Lynch       | Safety                                           | 1993-03      | 2021      |
| –                                        | Ron Wolf         | Gerente general/Vicepresidente                   | 1976–78      | 2015      |
| –                                        | Tony Dungy       | Entrenador                                       | 1996–01      | 2016      |